# Sean Woodcock
Sean Lee Woodcock est un homme politique du Parti travailliste britannique qui est député de Banbury depuis 2024,.

## Biographie
Woodcock est né à l'hôpital général de Horton à Banbury. Il est l'aîné de cinq frères et sœurs. Il fréquente l'école primaire Wroxton C of E, puis l'école Warriner. Il obtient une licence en histoire de l'université de Reading et une maîtrise en histoire de l'Université de Birmingham.
Woodcock travaille ensuite dans le logement social et l'investissement communautaire avant de devenir conseiller au sein des conseils du district de Cherwell et de la ville de Banbury en mai 2012. Par la suite, Woodcock devient maire de Banbury de 2014 à 2015. Il est le candidat travailliste pour Banbury aux élections générales de 2015 et 2017.
En décembre 2023, Woodcock est choisi comme candidat travailliste pour la circonscription de Banbury lors des élections de 2024. Il bat la sortante Victoria Prentis, en poste depuis 2015 pour le Parti conservateur, procureure générale pour l'Angleterre et le Pays de Galles au moment de sa défaite. Il est le premier député travailliste à être élu dans la circonscription depuis sa création et le premier député non conservateur depuis 1922.